# Geus (scheldwoord)

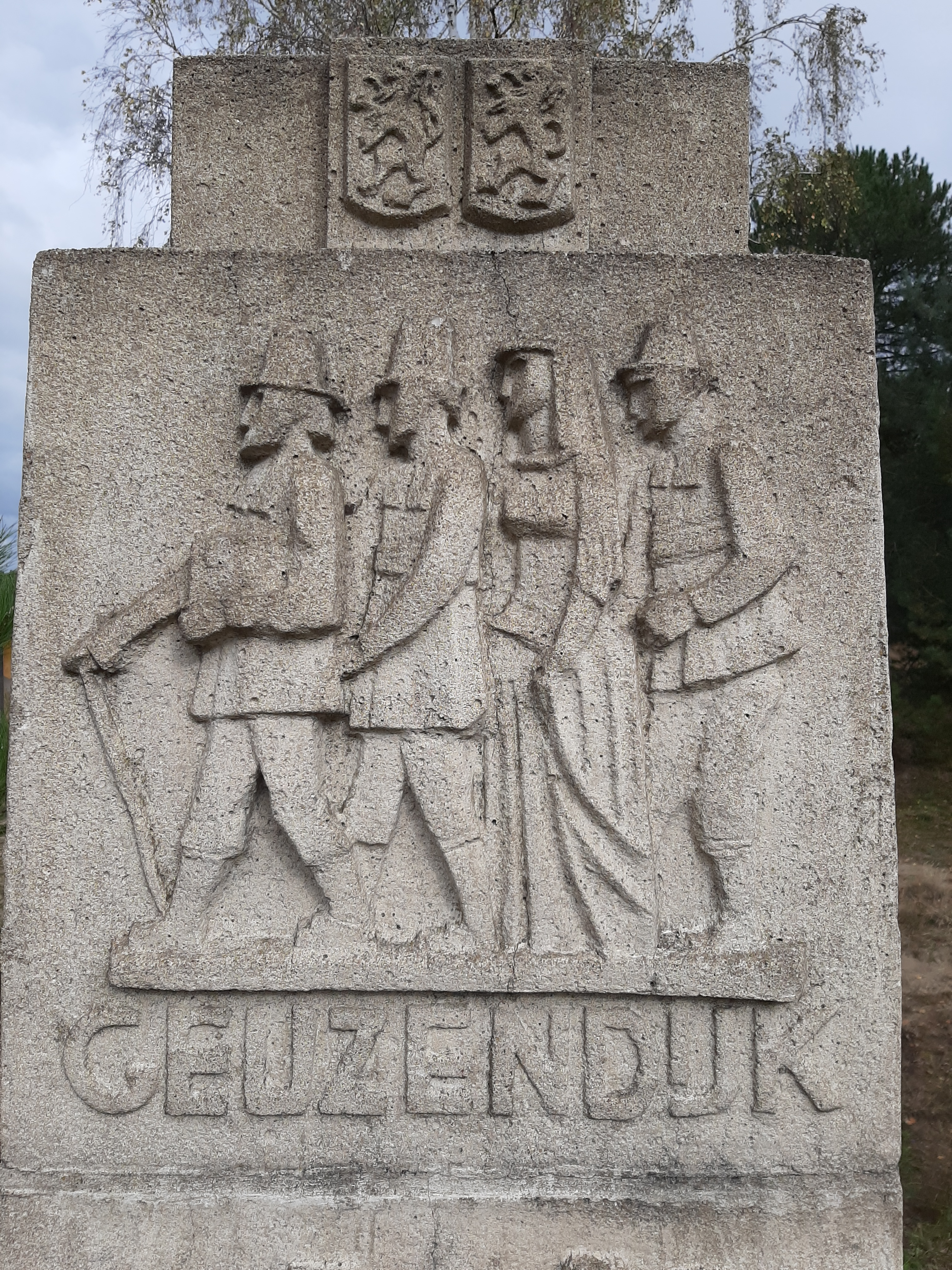
Een gebeeldhouwde afbeelding van protestanten uit Weert op het monument van de Geuzendijk, ter hoogte van de grens tussen Budel en Weert.

Geus (meervoud: geuzen) is een benaming en een deels in onbruik geraakt mild scheldwoord voor een protestant persoon. Deze benaming is ontstaan  in de 16e eeuw en werd met regelmaat gebruikt door de katholieken in de Nederlanden. In België, en dan met name Vlaanderen en Brabant, werd het scheldwoord ook gebruikt voor een anti- of niet-katholiek persoon, zoals bij de liberalen of de socialisten.

## Oorsprong
Geuzen komt oorspronkelijk van het Franse scheldwoord "gueux", dat bedelaars betekent. Na de Beeldenstorm in 1566, twee jaar voor het begin van de Tachtigjarige Oorlog, kwam een groep edelen in opstand tegen de vervolging van protestanten door de Spanjaarden. De edelen van Nederland kwamen naar Brussel om een smeekschrift aan te bieden aan de toenmalige landvoogdes Margaretha van Parma, ook wel bekend als de halfzus van de Spaanse koning Filips II. Karel van Berlaymont, de adviseur van Margaretha, zou naar verluidt hebben gereageerd met de denigrerende opmerking: Ce ne sont que des gueux ("het zijn slechts bedelaars").
De geuzen namen hierop dit scheldwoord over en herinterpreteerden het als een geuzennaam voor hun verzet tegen de Katholieke Spanjaarden.
Deze vrijheidsstrijders waren in het begin van de Tachtigjarige Oorlog actief en bestonden grotendeels uit lutheranen en calvinisten. De geuzen werden ook gezien als antikatholiek en na vertegenwoordigers van het Spaans gezag waren symbolen van de Rooms-Katholieke Kerk hun primaire doelwitten. Zij deinsden er dan ook niet voor terug om kerken en kloosters te plunderen, in brand te steken en eventueel geestelijken te vermoorden. Dat de geuzen antikatholiek waren bleek ook uit de leuze: liver turcx dan paus (Liever Turks dan paaps). Een spreuk die door de watergeuzen werd gebruikt en door middel van geuzenpenningen door sommige werd gedragen aan hun kleding. 
Door katholieken over de gehele Lage Landen werd vanaf de 16e eeuw uiteindelijk de spotnaam geus in gebruik genomen om een persoon die kritisch of fel tegenstander van Katholieke geloof was, wat destijds veelal gepaard ging met het protestantse geloof, aan te duiden. De naamgeving bleek gebaseerd op zowel de daden uit de Tachtigjarige Oorlog van de geuzen tegen het katholieke bewind als de belediging die voortgekomen is uit het smeekschrift aanbod. Daden die volgens de katholieken in verband stonden met het opkomende protestantisme van destijds.

## Vergelijkbare termen
- Smous, een scheldwoord voor een joods persoon.
- Paap, een scheldwoord voor een katholiek persoon.
- Geuzen-Els/Elsken Joosten, een protestantse vrouw die woonachtig was in Hapert, en haar bijnaam te danken had aan haar talrijke protestantse nakomelingen, die zich over het hele Kempenland en de rest van de meierij van 's-Hertogenbosch verspreid zouden hebben.
- Geuzendijk, is een weg tussen Budel en Weert en heeft zijn naam te danken aan het feit dat deze weg werd gebruikt door Weertse protestanten om in Budel een dienst bij te kunnen wonen.
- De Geuzentempel, een protestants kerkgebouw in Roeselare. De naam werd uiteindelijk gekozen als geuzennaam, en prijkt op de voorgevel van de kerk.
- Geuzenhoek, staat bekend als de oudste protestantse gemeenschap (geuzengemeente) van België.
- Kasteel Geuzentempel, ook wel Hechtermanskasteel genoemd, is een kasteeltje in Terkoest, en heeft zijn naam te danken aan de inwoners die tijdens de schoolstrijd fel tegenstander bleken te zijn van het katholieke onderwijs.